# Fire OS
Amazon FireOS è un sistema operativo mobile basato su Android prodotto da Amazon per il suo Fire Phone, i tablet Kindle Fire e per altri dispositivi come la Fire TV o i dispositivi della serie Echo.

## Storia
Nonostante i tablet Kindle Fire abbiano sempre utilizzato versioni personalizzate di Android, in particolare la versione 2.3.3 sul primo Kindle Fire e la versione 4.0.3 sul Fire HD, Amazon ha incominciato a indicare questa versione come Fire OS solo a partire dalla terza generazione dei tablet, cioè il Fire HD di seconda generazione e i Fire HDX. Infatti, mentre in precedenza venivano indicati come "basati su" Android, a partire da quella generazione viene lanciato il FireOS 3.0 e i terminali vengono indicati come "compatibili con" Android; FireOS 3 è basato su Android 4.2.2 (API level 17). Nei Fire HD di terza generazione e i Fire HDX di seconda generazione viene lanciato Fire OS 4 basato su Android 4.4.2 (API level 19). Fire OS 4.5.1 è basato su Android 4.4.3 e Fire OS 5.0 è basato su Android 5.1 (API level 22). La release corrente, Fire OS 6, è basato su Android 7.1.2 (API Level 25).

## Caratteristiche
Fire OS utilizza un'interfaccia personalizzata creata principalmente per promuovere contenuti disponibili attraverso i servizi Amazon, quali Amazon Appstore, Amazon Video, Amazon MP3 & Audible e Kindle Store. La sua home screen mostra una lista di applicazioni utilizzate recentemente e una striscia di applicazioni preferite bloccate in basso. Vi è una divisione in sezioni per i diversi contenuti quali: applicazioni, musica, giochi, audiolibri e video. Una funzione di ricerca permette agli utenti di cercare attraverso i propri contenuti o all'interno dello store Amazon. Come su Android, scorrendo dall'alto verso il basso si ottengono impostazioni rapide e notifiche. Sul Fire OS vi è anche piena integrazione con Facebook e Twitter. Anche X-Ray è integrato con le sue funzioni di playback, permettendo agli utenti l'accesso a informazioni supplementari su ciò che stanno visualizzando. Sul Fire HDX e Fire Phone, una funzione aggiuntiva chiamata "Mayday" permette agli utenti un collegamento diretto con un tecnico di supporto per assistenza tramite video chat. Amazon dichiara che la maggior parte delle chiamate Mayday vengono risposte entro 15 secondi. L'OS dispone anche di Kindle FreeTime, una suite di parental controls che permette ai genitori di impostare un limite di tempo per l'utilizzo di alcuni contenuti.
Fire OS 5, che è basato su Android 5.0 "Lollipop", utilizza un'interfaccia utente aggiornata. La schermata home visualizza una griglia di applicazioni tradizionali e pagine per le tipologie di contenuti a ricalcare la precedente interfaccia a carosello. Introduce anche la funzione "On Deck", che automaticamente sposta i contenuti offline per fare spazio ai nuovi contenuti scaricati, la funzione "Word Runner" per la lettura veloce e la possibilità di cambiare i colori. Il Parental control é inglobato nel nuovo browser che utilizza la modalità FreeTime su una accurata selezione di contenuti appropriati per i bambini e anche il centro attività per monitorare il tempo di utilizzo dei bambini. Fire OS 5 ha rimosso il supporto alla criptazione dei dispositivi; un portavoce di Amazon ha dichiarato che la criptazione era una caratteristica destinata alle aziende ma che è stata poco utilizzata. Comunque, nel marzo del 2016, dopo che la rimozione è stata pubblicizzata e criticata dopo la disputa sulla sicurezza tra FBI e Apple, Amazon ha annunciato che sarebbe stata reintrodotta negli aggiornamenti futuri.
I dispositivi Fire OS sono legati esclusivamente a software ed ecosistema Amazon; non offrono il Google Play Store e non hanno preinstallato alcuna delle app proprietarie Google, quali Google Maps o Google Cloud Messaging. Fire OS fornisce alternative proprietarie alla piattaforma Google; per esempio al posto di Google Maps, Fire OS offre Here Maps con un clone di Google Maps API 1.0. Essendo il Fire OS creato intenzionalmente per essere incompatibile con gli standard Android, i dispositivi Fire OS non utilizzano i marchi registrati Android. Comunque, come per altri dispositivi Android, le applicazioni di terze parti possono essere installate attraverso i file APK, la piena funzionalità delle stesse non è comunque garantita.
Ai membri della Open Handset Alliance (che include la maggior parte dei produttori di hardware per Android) è vietata la produzione di dispositivi Android basati sul fork dell'OS, quindi i Kindle Fire sono assemblati dalla Quanta Computer, che non è membro dell'OHA.

## Lista delle versioni
| Versione | Data di pubblicazione | Note                                                         | Basata su                      |
| -------- | --------------------- | ------------------------------------------------------------ | ------------------------------ |
| 6.3.1    |                       |                                                              | Android 2.3 Gingerbread        |
| 6.3.2    |                       | Noleggio film, sincronizzazione con Amazon cloud             | Android 2.3 Gingerbread        |
| 6.3.4    |                       |                                                              | Android 2.3 Gingerbread        |
| 7.5.1    |                       |                                                              | Android 4.0 Ice Cream Sandwich |
| 8.5.1    |                       |                                                              | Android 4.0 Ice Cream Sandwich |
| 10.5.1   |                       |                                                              | Android 4.0 Ice Cream Sandwich |
| 3.2.8    | 2013                  | Punto di ripristino per Fire HDX                             | Android 4.1 Jelly Bean         |
| 3.5.0    |                       | Introdotto il supporto a Fire Phone; basato su Android 4.2.2 | Android 4.1 Jelly Bean         |
| 3.5.1    |                       |                                                              | Android 4.1 Jelly Bean         |
| 4.1.1    |                       |                                                              | Android 4.4 KitKat             |
| 4.5.5.1  |                       |                                                              | Android 4.4 KitKat             |
| 4.5.5.2  |                       |                                                              | Android 4.4 KitKat             |
| 4.6.6.0  |                       | Fire Phone                                                   | Android 4.4 KitKat             |
| 4.6.6.1  |                       |                                                              | Android 4.4 KitKat             |
| 5.0      |                       | Nome in codice Bellini                                       | 5.0 Lollipop                   |
| 5.0.5.1  |                       | Introduzione della Fire TV                                   | 5.0 Lollipop                   |
| 5.0.1    |                       |                                                              | 5.0 Lollipop                   |
| 5.1.1    |                       |                                                              | 5.0 Lollipop                   |
| 5.1.2    |                       |                                                              | 5.0 Lollipop                   |
| 5.1.4    |                       |                                                              | 5.0 Lollipop                   |
| 5.2.1.0  |                       |                                                              | 5.0 Lollipop                   |
| 5.2.1.1  |                       |                                                              | 5.0 Lollipop                   |
| 5.3.1.0  |                       |                                                              | 5.0 Lollipop                   |
| 5.3.1.1  | Agosto 2016           |                                                              | 5.0 Lollipop                   |
| 5.3.2.0  | Novembre 2016         |                                                              | 5.0 Lollipop                   |
| 5.3.2.1  | 16 dicembre 2016      |                                                              | 5.0 Lollipop                   |
| 5.3.3.0  | marzo 2017            |                                                              | 5.0 Lollipop                   |
| 5.4.0.0  | giugno 2017           |                                                              | 5.0 Lollipop                   |
| 5.4.0.1  | agosto 2017           |                                                              | 5.0 Lollipop                   |
| 6.2.1.0  | ottobre 2017          | Rilasciato su Fire TV di terza generazione                   | 7.1 Nougat                     |
| 6.2.1.2  | dicembre 2017         |                                                              | 7.1 Nougat                     |
| 6.2.1.3  | maggio 2018           |                                                              | 7.1 Nougat                     |
| 6.3.0.1  | novembre 2018         | Ultima versione per Fire HD 8 (8ª generazione)               | 7.1 Nougat                     |
| 6.3.1.2  | luglio 2019           | Ultima versione per Fire 7 (9ª generazione)                  | 7.1 Nougat                     |